# Condado de Marshall (Tennessee)
O Condado de Marshall é um dos 95 condados do Estado americano do Tennessee. A sede do condado é Lewisburg, e sua maior cidade é Lewisburg. O condado possui uma área de 974 km² (dos quais 2 km² estão cobertos por água), uma população de 26 767 habitantes, e uma densidade populacional de 28 hab/km² (segundo o censo nacional de 2000). O condado foi fundado em 1836.